# علم المسطحات المائية الداخلية

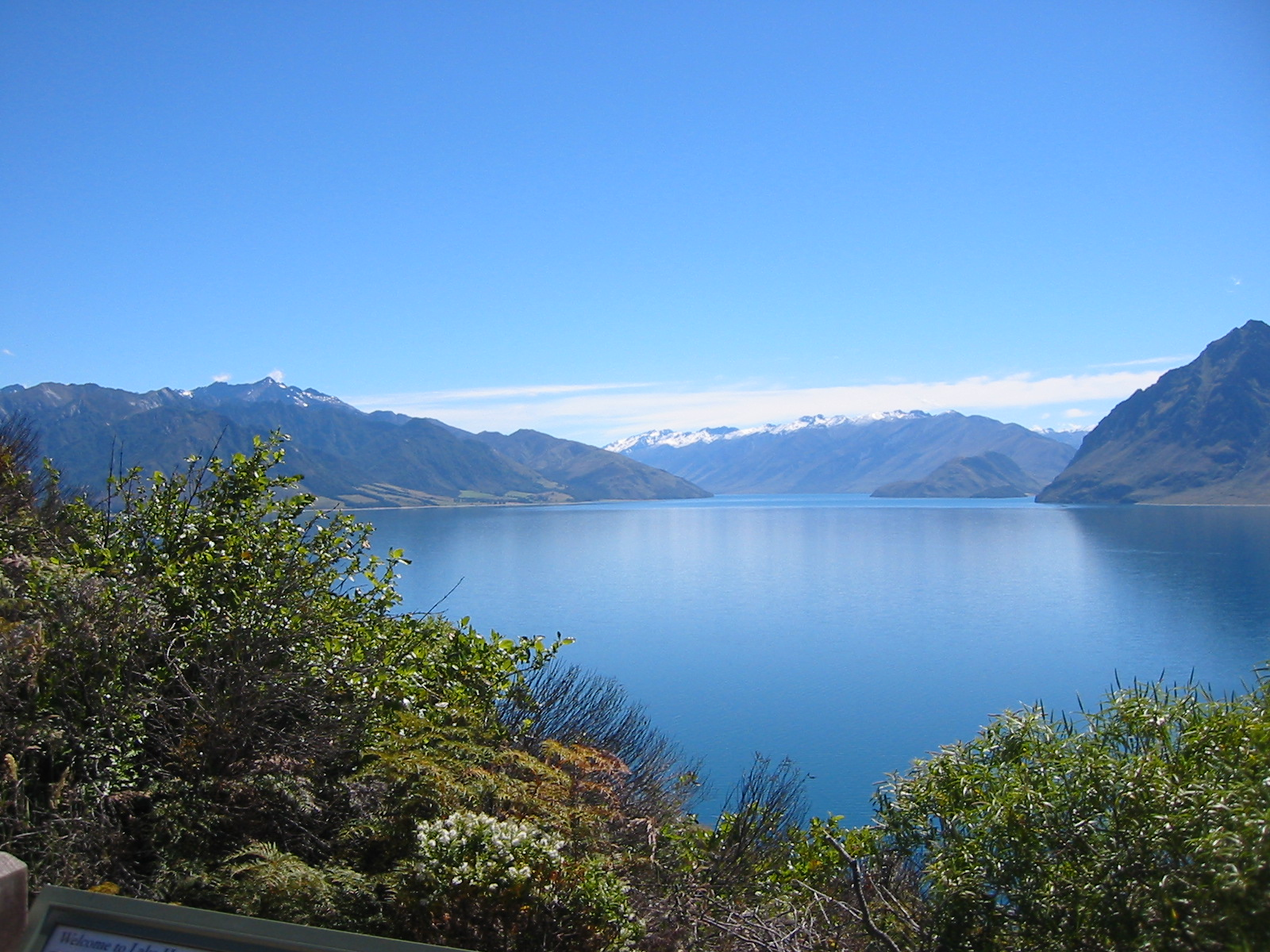
بحيرة هاويا في نيوزيلندا.

يعتبر علم المسطحات المائية الداخلية أو الثِّباقَة أو علم البحيرات (بالإنجليزية: Limnology) غالباً فرعاً من علم البيئة، ويمكن تعريفه بأنه «دراسة المسطحات المائية الداخلية حيوياً، وكيميائياً، وفيزيائياً، وجيولوجياً». وكل خصائص المسطحات المائية الداخلية (المياه الثابتة والجارية، العذبة والمالحة، الطبيعية والصناعية). وذلك يشمل دراسة البحيرات والبرك والأنهار والينابيع والجداول والمستنقعات.
هناك فرع حديث من علم المسطحات المائية الداخلية سمي بعلم المسطحات المائية الداخلية الطبيعية، يدرس ويتدبر ويحمي هذه الأنظمة البيئية المائية باستخدام منظور طبيعي.
علم المسطحات المائية الداخلية على علاقة وثيقة بعلم البيئة المائية وعلم المياهيات الذي يدرس الكائنات المائية من ناحية حركة وتوزيع البيئة المائية على الأرض.

## تاريخ علم المسطحات المائية الداخلية
تم صياغة مصطلح علم المسطحات المائية الداخلية عن طريق «فرانسوا ألفونس فوريل» (1841-1912) والذي أنشأ هذا المجال بدراسته لبحيرة جنيف. تزايد الاهتمام بهذا الفرع بسرعة كبيرة، وفي عام 1922 قام كل من «أوغست تينيمان»(عالم حيوان ألماني) و«إيمار ناومان» (عالم نبات سويدي) بإنشاء الجمعية الدولية للمسطحات المائية الداخلية.
تعريف فوريل الأصلي للمسطحات المائية الداخلية بأنها «ظواهر المحيطات في البحيرات» توسع ليشمل كل المسطحات المائية الداخلية.

## علم دراسة المياه العذبة
علم دراسة المياه العذبة علم يهتم بدراسة (البحيرات – الجداول المائية، المناطق الرطبة) كما تتفاعل مع المياه العذبة والمظهر الطبيعي والبشري لإظهار مدى تأثير النمط على عمليات النظام الإيكولوجي في ضوء مقاييس التطور المكاني والزماني.
يهتم علم دراسة علم دراسة المياه العذبة بدراسة الأنهار، البحيرات، ومناطق الأراضي الرطبة. وهو يسعى من وراء ذلك لتحقيق التكامل بين تلك الأنواع من النظام الإيكولوجي.
إن مكون اليابس من شأنه أن يعكس بعض المزايا أو الخصائص المؤثرة على توزيع بعض المواد وما إذا كانت مذاب هاو عضوية أو منقولة بفعل المياه.
كما تعكس الارتباطات المائية كيف تنتقل تلك المواد ثم تأتي الأنشطة البشرية لتعكس أيضا ملامح من شأنها أن تؤثر على كيفية انتقال هذه المواد وكميتها وكذلك تأثير عامل الزمن.

### الأساس والنشأة
إن الموضوعات أو المبادئ للمظهر الطبيعي البيئي يمكن أن يزودنا بالأسس أو الأصول لعلم دراسة المياه العذبة. هذه الأفكار يمكن أن ينتج عنها أربعة موضوعات في دراسة المظهر الطبيعي البيئي وترتبط بأنماط شكل المياه وهذا أكثر ما يميز مثل هذه الأنظمة البيئية.
و ينطلق إطار العمال في مجال علم دراسة المياه العذبة وفق فرضية فينز (Wiens) والتي تقول:
«يمكن أن تعتبر النظم البيئية للمياه العذبة موزعة على شكل بقع»
و على نحو ذلك فان تحديد مواقع مثل هذه البقع لتوزع مناطق المياه العذبة تبدو موزعة بشكل نسبي لعناصر أخرى من المظهر البيئي الطبيعي وتعتبر هامة للنظم البيئية وعملياتها.
و تحدد الموضوعات الأربعة للمظهر المائي الطبيعي أو علم دراسة المياه العذبة على النحو التالي:
1-	خصائص توزع أماكن المياه العذبة.
يقصد بخصائص المياه العذبة التركيب الفيزيائي، الكيميائي، الملامح البيولوجية، وكذلك الحدود بينها. تلك الحدود غالبا م ا يمكن تحديدها بسهولة للنظم المائية أكثر من النظم الأرضية أو اليابسة (مثال الشاطئ، الضفاف، المنطقة النباتية الناشئة) وهي تعتبر بمثابة نقطة محورية لعمليات النظام البيئي وتربط بين المكونات الأرضية اليابسة وتلك المائية.
2-	توزيع أماكن المياه العذبة:
يتداخل النظام البيئي للمياه العذبة في مركب يابسي معقد (مكونات التربة، جيولوجية الصخور، استخدامات الأرض وأنوعها). هذا الإطار لتوزع أماكن المياه العذبة يشمل داخلة عمليات أخرى مساعدة مثل كيميائة المياه، وفرت الأنواع، كمية المياه الأولية والثانوية.
3 – ترابط واتجاهات أماكن المياه العذبة.
إن التركيب المعقد لأماكن المياه العذبة يبدو مترابطا ويحدد مدى تحرك المواد والمركبات العضوية عبر اللاندسكيب من خلال الربط والاتصال بين أماكن توزع المياه العذبة.
و فيما يتعلق بالنظم البيئية للمياه العذبة فإن مناطق الربط والاتصال هذه تلعب دورا هاما ينبغي أن يكون واضحا ويأخذ في الاعتبار. فعلى سبيل المثال فان منطقة محددة لأرض رطبة قد ترتبط من خلال المياه الجوفية أو الباطنية مع مناطق رطبة أخرى أو بحيرات، أو من خلال المياه السطحية بحيث تتصل بالبحيرات والأنهار أو كليهما. ويكون لاتجاه مناطق الربط والاتصال تأثير قوي على حركة الكائنات الحية والعناصر الغذائية.
4 – المستوى والترتيب المكاني.
يحدث التفاعل بين عناصر المياه العذبة وبين اليابسة على مستويات مكانية متعددة يمكن ترتيبها بشكل هرمي. ويعد هذا الترتيب والتكامل الواضح في دراسة المياه العذبة هاما لعدة أسباب أهمها:
أ – العديد من النظم الايكولوجية للمياه العذبة ترتب هرميا ويتحكم فيها بعض العمليات.
ب – معظم الأنظمة الايكولوجية للمياه العذبة يتم إدارتها وفق مستويات مكانية متعددة سواء من مستوى وضع السياسة على البعد القومي إلى مستويات الإدارة المحلية.
ج - تتغير درجة التجانس بين النظم الايكولوجية للمياه العذبة بالنسبة لمستوى الملاحظة.

### الإسهام لمجالات العمل الأخرى
مما لا ريب فيه إن نتائج البحث في طبيعة علم المياه العذبة أسهمت في كثير من أوجه وجوانب البحث التي اهتمت بإدراة النظم الإيكولوجية للمياه وكيفية المحافظة عليها.
يرتبط مجال علم المياه العذبة بمناطق جغرافية متنوعة النظم البيئية (مثال أقاليم البحيرات في العالم) وفي مواقع تتسم بالاضطرابات والقلاقل البشرية، وكذلك عندما نتكلم عن البحيرات والمجاري المائية والأراضي الرطبة والتي تترابط ببعض النظم الإيكولوجية الأخرى.
و لقد كان لعم المياه العذبة الإسهام الأكبر في تطوير المعايير الخاصة بتشكيل وتكون البحيرات ونظم تصنيفها ومن ثم إمكانية رصد مدى سلامة النظم الإيكولوجية المائية وصحتها، وفهم استجابات مثل هذه النظم للضغوط البيئية أو تفسير أنماط الجغرافيا الحيوية في تركيب البيئة.

## اقرأ أيضاً
- تطبق المياه